# سکالیتسه ناد سویتاووو
سکالیتسه ناد سویتاووو (به لاتین: Skalice nad Svitavou) یک منطقهٔ مسکونی در جمهوری چک است که در ناحیه بلانسکو واقع شده‌است. سکالیتسه ناد سویتاووو ۲٫۹۹ کیلومتر مربع مساحت و ۶۱۳ نفر جمعیت دارد و ۳۳۰ متر بالاتر از سطح دریا واقع شده‌است.